# Mateus Leme
Mateus Leme là một đô thị thuộc bang Minas Gerais, Brasil. Đô thị này có diện tích 302,589 km², dân số năm 2007 là 25627 người, mật độ 84,7 người/km².